# Бокиев, Парвиз Олимович
Парвиз Олимович Бокиев (тадж. Парвиз Олимович Боқиев; 15 февраля 2000) — таджикский футболист, защитник клуба «Худжанд» и молодежной сборной Таджикистана

## Карьера
Воспитанник ДЮСШ города Худжанд. Победитель республиканского турнира «Кожаный мяч» в возрастной группе среди юношей 1999—2000 годов рождения, где был признан лучшим защитником турнира.
В 2018 году дебютировал за молодежный состав команды «Худжанд» периодический играя в основном составе.
В 2021 году, уже закрепился как основной игрок главной команды Согдийской области .

## Достижения
- Бронзовый призер чемпионата Таджикистана среди молодежи (2): 2018, 2019,
- Бронзовый призер чемпионата Таджикистана: 2022,
- Серебряный призер чемпионата Таджикистана (2): 2020, 2021,
- Обладатель Кубка Таджикистана: 2021